# Clystea stipata
Clystea stipata là một loài bướm đêm thuộc phân họ Arctiinae, họ Erebidae.